# Lorenzo 2002 - Il quinto mondo
| Recensione | Giudizio |
| ---------- | -------- |
| AllMusic   |          |

Lorenzo 2002 - Il quinto mondo è il nono album in studio del cantautore italiano Jovanotti, pubblicato il 28 gennaio 2002 dalla Soleluna.

## Descrizione
Inizialmente il titolo dell'album doveva essere Vita, morte e miracoli. Massimo Bubola accusò Jovanotti di averlo copiato da un suo disco del 1989.  Prontamente egli si propose di cambiarlo nel nome con cui infine è stato pubblicato.
"Il quinto mondo è il prossimo livello": nell'omonima canzone si trova un'ottima chiave di lettura per quest'album, intriso di speranze, passioni e drammatiche constatazioni. Dominante in quest'album è certamente l'impegno politico su vari fronti; quello della tolleranza e del rispetto e della solidarietà verso i popoli meno fortunati del pianeta (Noi, Il quinto mondo); quello dell'ecologia e dell'ambientalismo (Albero di mele); quello della difesa dei diritti umani minacciati dall'arroganza del potere economico (La vita vale). Il pezzo di lancio dell'album, Salvami (che ripercorre numerosi di questi temi), contiene tra le altre cose un riferimento non troppo celato alla scrittrice fiorentina Oriana Fallaci e, non a caso, venne citato da Tiziano Terzani nell'introduzione al suo Lettere contro la guerra. Il singolo fu oggetto di un esperimento mediatico: il rapper decise di portarlo nel maggior numero di trasmissioni televisive possibile, collezionando decine e decine di apparizioni in TV nel giro di una sola settimana; a causa di ciò l'artista fu oggetto di accuse di eccessivo presenzialismo, a cui rispose osservando che le polemiche non sarebbero state formulate se al posto di un brano impegnato avesse portato un brano pop come Serenata rap. Altra polemica scaturì da parte di Vittorio Sgarbi (già citato in Ho perso la direzione nel 1992) in un noto salotto televisivo di Rai 1, a causa della presa di posizione sulla da poco scoppiata guerra in Afghanistan, e i versi «amici e nemici, che comodità» e «villaggi di fango contro grandi città». 
Per i suoi numerosi riferimenti alla musica latinoamericana, Il quinto mondo si può facilmente classificare come un album con elementi world music.
Il secondo tema che dà corpo all'album è quello romantico: Ti sposerò, Morirò d'amore, Canzone d'amore esagerata e (Storia di un) corazòn. I due temi in qualche modo confluiscono nella quattordicesima traccia, 30 modi per salvare il mondo, quasi a significare che una pacificazione globale è possibile solo con una pacificazione interiore di ogni singolo individuo: è emblematica la frase: Ci sono trenta modi per salvare il mondo, ma uno solo perché il mondo salvi me: che io voglia star con te, che tu voglia star con me.

## Tracce
1. Salvami – 4:08
2. Un uomo – 7:41
3. Albero di mele – 4:40
4. Ti sposerò – 5:06
5. Morirò d'amore – 4:17
6. La vita vale – 5:02
7. Noi – 4:00
8. Salato parte uno – 4:02
9. Salato parte due – 5:05
10. Canzone d'amore esagerata – 6:52
11. (Storia di un) corazón – 4:38
12. Il quinto mondo – 4:35
13. Date al diavolo un bimbo per cena – 12:00
14. 30 modi per salvare il mondo – 6:23

## Formazione
- Jovanotti – voce, cori
- Saturnino – basso, contrabbasso, cori
- Riccardo Onori – chitarra, banjo, mandolino, sitar, cori
- Giovanni Allevi – pianoforte, tastiere, sintetizzatore, organo Hammond, Fender Rhodes, arrangiamento archi
- Pier Foschi – batteria
- Ernesttico Rodriguez – percussioni
- Carlinhos Brown – percussioni
- Boghan Costa – percussioni
- Peu Meurray – percussioni
- Cacau Alves – percussioni
- Chekere – percussioni
- Daniele Di Gregorio - marimba, vibrafono
- Carlo Ubaldo Rossi – programmazione
- Demo Morselli – tromba, arrangiamento fiati
- Marco Tamburini – tromba, arrangiamento fiati
- Giancarlo Ciminelli – tromba
- Roberto Rossi – trombone
- Ambrogio Frigerio – trombone
- Piero Odorici – sassofono tenore, flauto traverso
- Kenny Garrett – sassofono contralto
- Bruno Tripoli – violino
- Edoardo De Angelis – violino
- Claudio Crosi – violino
- Alessandro Quarta – violino
- Francesco Ficarella – violino
- Alessandro Marino – violino
- Giuseppe Maniscalco – violino
- Gennaro Desiderio – violino
- Ernesto Celani – violino
- Marco Lombardo – violoncello
- Giuseppe Tortora – violoncello
- Gennaro Della Monica – violoncello
- Piero Salvatori – violoncello
- Andrea Domini – viola
- Mara Coco – viola
- Nico Ciricugno – viola
- William Peci – contrabbasso
- Ornella Bartolozzi – arpa
- Roberta Magnetti – cori
- Roberta Bacciolo – cori
- Elena Bacciolo – cori

## Classifiche

### Classifiche settimanali
| Classifica (2002) | Posizione massima |
| ----------------- | ----------------- |
| Austria           | 20                |
| Italia            | 1                 |
| Svizzera          | 11                |

### Classifiche di fine anno
| Classifica (2002) | Posizione |
| ----------------- | --------- |
| Italia            | 20        |